# اجاوارا
اجاوارا (به انگلیسی: Ajjavara) یک روستا در هند است که در کارناتاکا واقع شده‌است.

## خصوصیات
اجاوارا ۶٬۶۹۲ نفر جمعیت دارد.